# ماركو كارنيسكي
ماركو كارنيسكي (مواليد 1 يوليو 2000) هو لاعب كرة قدم إيطالي يلعب كحارس مرمى في نادي كريمونيسي.